# نسر متوج
النسرُ المتوجُ ( Morphnus guianensis ) هو نسر كبيرٌ يعيش في المناطق الاستوائية الجديدةِ، وهو العضو الوحيد من جنس هو نسر كبير يعيش في المناطق الاستوائية الجديدة، وهو العضو الوحيد من جنس Morphnus . يمكن أن وزنها إلى 3 كيلوغرام يتراوح لون ريشه بين الرمادي المائل للبني الفاتح والرمادي السخامي، أو حتى الأسود في بعض الحالات. ينتشر على نطاق واسع في جميع أنحاء أمريكا الوسطى والجنوبية. يفضل غابات الأراضي المنخفضة الاستوائية. وهو مفترس قوي، يتكون نظامه الغذائي بشكل رئيسي من الثدييات الصغيرة والقوارض والثعابين والطيور الصغيرة. على الرغم من انتشاره الواسع، إلا أنه يُصنف حاليًا ضمن الأنواع شبه المهددة بالانقراض من قِبل الاتحاد الدولي لحفظ الطبيعة، ويرجع ذلك أساسًا إلى فقدان مواطنه.

## وصف
هذا النوع من النسور كبير الحجم ولكنه نحيف. يتراوح طوله 71 إلي 89 سم ويبلغ طول جناحيه 138 إلي 176 سم. تم وزن بعض صغار هذا النسر وبلغ وزنها من 1.2 إلي 2 كيلوغرام. أشارت القياسات إلى أن الإناث أكبر حجمًا من الذكور بنحو 14% في المتوسط. 

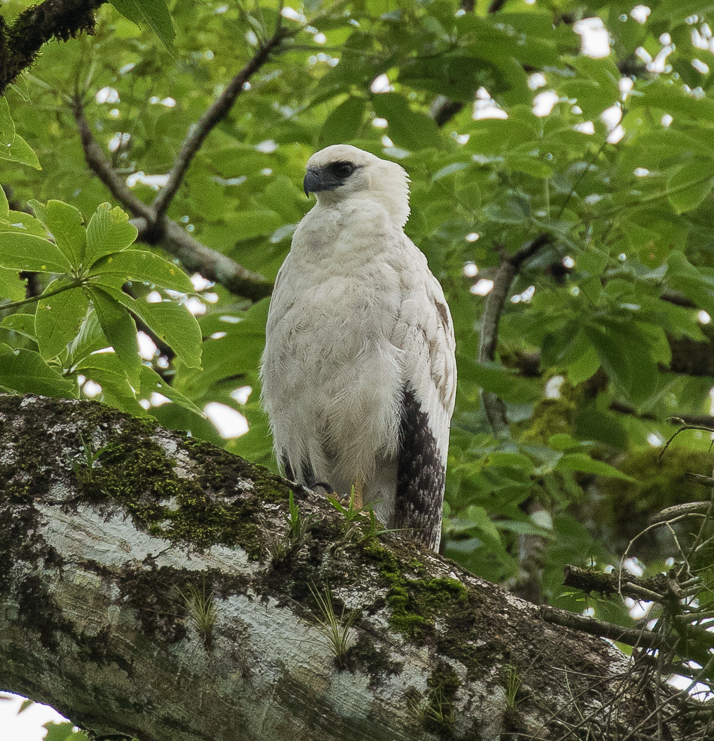
حدث في دارين ، بنما

## التوزيع والموئل
ينتشر بشكل متناثر في نطاقه الواسع من شمال غواتيمالا عبر بليز وهندوراس ونيكاراجوا وكوستاريكا وبنما  وجبال الأنديز شبه الاستوائية في كولومبيا وشمال شرق فنزويلا وغيانا وسورينام وغويانا الفرنسية والبرازيل (حيث عانى كثيرًا من تدمير الموائل ،  حيث تم العثور عليه الآن فقط في حوض الأمازون )، وشرق جبال الأنديز في الإكوادور وجنوب شرق بيرو وباراغواي وشرق بوليفيا إلى شمال الأرجنتين .
يعيش النسر المتوج في غابات الأراضي المنخفضة الرطبة، التي تتكون في الغالب من غابات مطيرة استوائية قديمة. كما يمكن أن يتواجد في شرائط الغابات ووديانها. يتواجد غالباً بين مستوى سطح البحر و 600 متر. ومع ذلك، في بلدان الأنديز. قد يظهرون ميلًا إلى التواجد بالقرب من المياه، بما في ذلك السواحل أو الأنهار.